# Grande Prêmio da Cidade do México de 2024
O Grande Prêmio da Cidade do México de 2024 (formalmente denominado Formula 1 Gran Premio De La Ciudad de México 2024) foi a vigésima etapa do Campeonato Mundial de Fórmula 1 de 2024. disputado em 27 de outubro de 2024 no Autódromo Hermanos Rodríguez, Cidade do México, México. Foi vencido por Carlos Sainz Jr., da Ferrari, com Lando Norris, da McLaren, em segundo e Charles Leclerc, da Ferrari, em terceiro.

## Resumo
Nesta prova, Fernando Alonso completou 400 participações em GPs de sua carreira na Fórmula 1. Contando com esta etapa, o espanhol tem 397 corridas disputadas, por não ter participado de apenas 3 provas em que esteve em alguma das atividades: Bélgica/2001, Estados Unidos/2005, e Rússia/2017. Para celebrar essa marca, Alonso correu com um capacete especial nas cores preta e dourada, com imagens marcantes de sua carreira sendo exibidas em um rolo de filmagem. Todavia, ele não terminou essa corrida, por conta de um sobreaquecimento nos freios.
Outros pilotos que adotaram capacetes especiais foram Franco Colapinto, que usou capacete homenageando Carlos Reutemann, último argentino a vencer na F1, nessa etapa e na seguinte, em São Paulo; Sergio Pérez, que colocou no topo de seu capacete uma máscara de lutador; Carlos Sainz Jr., que usou pintura vermelha e pôs no topo o desenho de uma caveira em referência ao Dia dos Mortos e à pimenta chili; Guanyu Zhou, que usou um capacete com a cor preta como predominante e colocou detalhes nas cores da bandeira mexicana em referência ao lutador Rey Misterio; Pierre Gasly, que usou pintura predominantemente branca e pôs desenhos de flores, de filhotes de cães usando sombreiros e de uma caveira; e Charles Leclerc, que incluiu detalhes da temática mexicana que remetiam ao mariachi em seu capacete.
A Williams, equipe de Colapinto, usou pintura especial para os GPs do México e do Brasil, destacando o amarelo e o logotipo da Mercado Livre, patrocinadora do argentino.
Cinco equipes incluíram pilotos novatos na primeira sessão de treinos livres: a Aston Martin colocou o brasileiro Felipe Drugovich no lugar de Alonso; a Ferrari pôs Oliver Bearman na vaga de Leclerc; a McLaren pôs Pato O'Ward para substituir Lando Norris; a Mercedes pôs Andrea Kimi Antonelli no carro de Lewis Hamilton; e a Sauber pôs Robert Shwartzman no assento de Zhou. Antonelli foi o novato mais bem posicionado, ficando em 12º. O'Ward foi o 13º, Drugovich o 18º, Shwartzman o 19º e Bearman foi o vigésimo e último colocado.
Durante o TL1, Robert Shwartzman fez ultrapassagens enquanto bandeiras amarelas eram agitadas na pista, assim, ele recebeu uma punição de cinco posições a ser cumprida quando o piloto russo que corre sob bandeira israelense fizer sua primeira corrida na F1.
Carlos Sainz Jr. fez sua sexta pole position da carreira, sendo esta a primeira da temporada, já que a última foi no Grande Prêmio de Singapura de 2023. Ele controlou a corrida para conquistar sua quarta vitória na carreira e a segunda em 2024, com a última sendo no Grande Prêmio da Austrália de 2024. Esse GP mexicano marcou a primeira vez que Sainz apareceu no pódio, sua melhor posição até esta corrida tinha sido o quarto lugar em 2023.
Esta também foi a terceira vitória da Ferrari no México, a última foi com Alain Prost em 1990, e a primeira foi com Jacky Ickx em 1970. Com o triunfo, mais o terceiro lugar e a volta mais rápida de Charles Leclerc, a equipe Ferrari ultrapassou a Red Bull Racing no campeonato de construtores e assumiu a vice-liderança, abrindo 25 pontos de diferença para cima da equipe austríaca, mas ficando 29 pontos atrás da equipe McLaren, a então líder do campeonato.
Max Verstappen largou em segundo e chegou a liderar a prova, mas recebeu duas punições de 10 segundos por ter impedido Lando Norris de ultrapassar e depois ter jogado o britânico da McLaren para fora da pista. Assim, o neerlandês da Red Bull encerrou a prova na sexta posição, enquanto Lando Norris terminou em segundo. Com esse resultado, Norris diminuiu a diferença de Max Verstappen por dez pontos, com a vantagem do neerlandês caindo de 57 para 47 pontos.

## Resultados

### Treino classificatório
| Pos.                | N° | Piloto           | Construtor                 | Qualifying times | Qualifying times | Qualifying times | Final grid |
| Pos.                | N° | Piloto           | Construtor                 | Q1               | Q2               | Q3               | Final grid |
| ------------------- | -- | ---------------- | -------------------------- | ---------------- | ---------------- | ---------------- | ---------- |
| 1                   | 55 | Carlos Sainz Jr. | Ferrari                    | 1:16.778         | 1:16.515         | 1:15.946         | 1          |
| 2                   | 1  | Max Verstappen   | Red Bull Racing-Honda RBPT | 1:16.803         | 1:16.514         | 1:16.171         | 2          |
| 3                   | 4  | Lando Norris     | McLaren-Mercedes           | 1:16.505         | 1:16.301         | 1:16.260         | 3          |
| 4                   | 16 | Charles Leclerc  | Ferrari                    | 1:16.972         | 1:16.641         | 1:16.265         | 4          |
| 5                   | 63 | George Russell   | Mercedes                   | 1:17.194         | 1:16.937         | 1:16.356         | 5          |
| 6                   | 44 | Lewis Hamilton   | Mercedes                   | 1:17.306         | 1:16.973         | 1:16.651         | 6          |
| 7                   | 20 | Kevin Magnussen  | Haas-Ferrari               | 1:17.125         | 1:17.003         | 1:16.886         | 7          |
| 8                   | 10 | Pierre Gasly     | Alpine-Renault             | 1:17.149         | 1:17.048         | 1:16.892         | 8          |
| 9                   | 23 | Alexander Albon  | Williams-Mercedes          | 1:17.189         | 1:16.988         | 1:17.065         | 9          |
| 10                  | 27 | Nico Hülkenberg  | Haas-Ferrari               | 1:17.186         | 1:16.995         | 1:17.365         | 10         |
| 11                  | 22 | Yuki Tsunoda     | RB-Honda RBPT              | 1:17.182         | 1:17.129         | N/A              | 11         |
| 12                  | 30 | Liam Lawson      | RB-Honda RBPT              | 1:17.380         | 1:17.162         | N/A              | 12         |
| 13                  | 14 | Fernando Alonso  | Aston Martin-Mercedes      | 1:17.307         | 1:17.168         | N/A              | 13         |
| 14                  | 18 | Lance Stroll     | Aston Martin-Mercedes      | 1:17.407         | 1:17.294         | N/A              | 14         |
| 15                  | 77 | Valtteri Bottas  | Kick Sauber-Ferrari        | 1:17.393         | 1:17.817         | N/A              | 15         |
| 16                  | 43 | Franco Colapinto | Williams-Mercedes          | 1:17.558         | N/A              | N/A              | 16         |
| 17                  | 81 | Oscar Piastri    | McLaren-Mercedes           | 1:17.597         | N/A              | N/A              | 17         |
| 18                  | 11 | Sergio Pérez     | Red Bull Racing-Honda RBPT | 1:17.611         | N/A              | N/A              | 18         |
| 19                  | 31 | Esteban Ocon     | Alpine-Renault             | 1:17.617         | N/A              | N/A              | PL         |
| 20                  | 24 | Zhou Guanyu      | Kick Sauber-Ferrari        | 1:18.072         | N/A              | N/A              | 19         |
| 107% time: 1:21.860 |    |                  |                            |                  |                  |                  |            |
| Fontes:             |    |                  |                            |                  |                  |                  |            |

### Corrida
| Pos.                                                               | N° | Piloto           | Construtor                 | Laps | Tempo/Retirada              | Grid | Pontos |
| ------------------------------------------------------------------ | -- | ---------------- | -------------------------- | ---- | --------------------------- | ---- | ------ |
| 1                                                                  | 55 | Carlos Sainz Jr. | Ferrari                    | 71   | 1:40:55.800                 | 1    | 25     |
| 2                                                                  | 4  | Lando Norris     | McLaren-Mercedes           | 71   | +4.705                      | 3    | 18     |
| 3                                                                  | 16 | Charles Leclerc  | Ferrari                    | 71   | +34.387                     | 4    | 16     |
| 4                                                                  | 44 | Lewis Hamilton   | Mercedes                   | 71   | +44.780                     | 6    | 12     |
| 5                                                                  | 63 | George Russell   | Mercedes                   | 71   | +48.536                     | 5    | 10     |
| 6                                                                  | 1  | Max Verstappen   | Red Bull Racing-Honda RBPT | 71   | +59.558                     | 2    | 8      |
| 7                                                                  | 20 | Kevin Magnussen  | Haas-Ferrari               | 71   | +1:03.642                   | 7    | 6      |
| 8                                                                  | 81 | Oscar Piastri    | McLaren-Mercedes           | 71   | +1:04.928                   | 17   | 4      |
| 9                                                                  | 27 | Nico Hülkenberg  | Haas-Ferrari               | 70   | +1 lap                      | 10   | 2      |
| 10                                                                 | 10 | Pierre Gasly     | Alpine-Renault             | 70   | +1 lap                      | 8    | 1      |
| 11                                                                 | 18 | Lance Stroll     | Aston Martin-Mercedes      | 70   | +1 lap                      | 14   |        |
| 12                                                                 | 43 | Franco Colapinto | Williams-Mercedes          | 70   | +1 lap                      | 16   |        |
| 13                                                                 | 31 | Esteban Ocon     | Alpine-Renault             | 70   | +1 lap                      | PL   |        |
| 14                                                                 | 77 | Valtteri Bottas  | Kick Sauber-Ferrari        | 70   | +1 lap                      | 15   |        |
| 15                                                                 | 24 | Zhou Guanyu      | Kick Sauber-Ferrari        | 70   | +1 lap                      | 19   |        |
| 16                                                                 | 30 | Liam Lawson      | RB-Honda RBPT              | 70   | +1 lap                      | 12   |        |
| 17                                                                 | 11 | Sergio Pérez     | Red Bull Racing-Honda RBPT | 70   | +1 lap                      | 18   |        |
| Ret                                                                | 14 | Fernando Alonso  | Aston Martin-Mercedes      | 15   | sobreaquecimento nos freios | 13   |        |
| Ret                                                                | 23 | Alexander Albon  | Williams-Mercedes          | 0    | Colisão                     | 9    |        |
| Ret                                                                | 22 | Yuki Tsunoda     | RB-Honda RBPT              | 0    | Colisão                     | 11   |        |
| Volta Mais Rápida: Charles Leclerc (Ferrari) – 1:18.336 (volta 71) |    |                  |                            |      |                             |      |        |
| Fontes:                                                            |    |                  |                            |      |                             |      |        |

## Tabela do campeonato após a corrida
|        | Pos. | Pilotos          | Pontos |
| ------ | ---- | ---------------- | ------ |
|        | 1    | Max Verstappen   | 362    |
|        | 2    | Lando Norris     | 315    |
|        | 3    | Charles Leclerc  | 291    |
|        | 4    | Oscar Piastri    | 251    |
|        | 5    | Carlos Sainz Jr. | 240    |
| Fonte: |      |                  |        |

|        | Pos. | Construtor                 | Pontos |
| ------ | ---- | -------------------------- | ------ |
|        | 1    | McLaren-Mercedes           | 566    |
| 1      | 2    | Ferrari                    | 537    |
| 1      | 3    | Red Bull Racing-Honda RBPT | 512    |
|        | 4    | Mercedes                   | 366    |
|        | 5    | Aston Martin-Mercedes      | 86     |
| Fonte: |      |                            |        |

- Nota: Apenas as cinco primeiras posições estão incluídas em ambas as classificações.